# Trampbåt

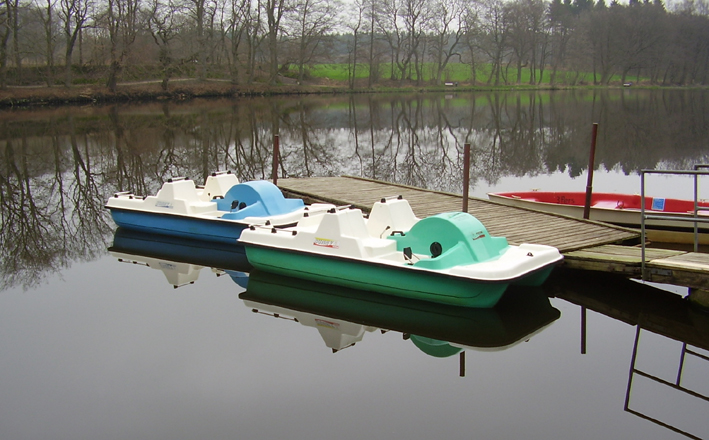
Två typiska trampbåtar

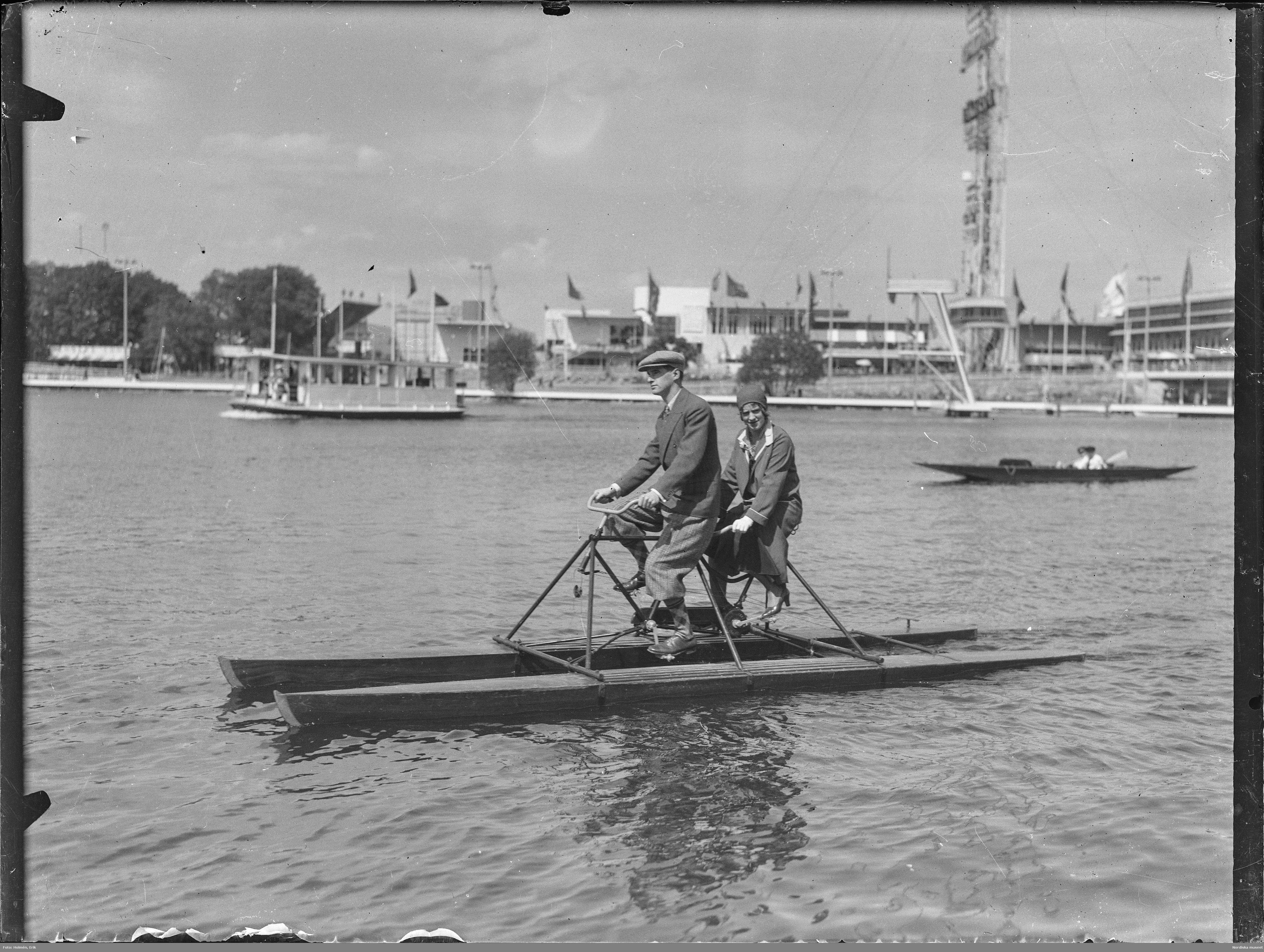
Trampbåt fotograferad i vattnet utanför Stockholmsutställningen 1930.

Trampbåt eller pedalbåt är ett litet fartyg som huvudsakligen används under fritiden.
Benkraften av två personer verkar på en vevaxel. Kraften överförs till ett skovelhjul i vattnet. På så sätt drivs båten fram- eller bakåt. Dessutom finns vid aktern ett roder som är sammanlänkad med ratten eller liknande för att styra båten.